# 勇払駅
勇払駅（ゆうふつえき）は、北海道（胆振総合振興局）苫小牧市字勇払にある北海道旅客鉄道（JR北海道）日高本線の駅である。電報略号はユフ。事務管理コードは▲132201。

## 歴史

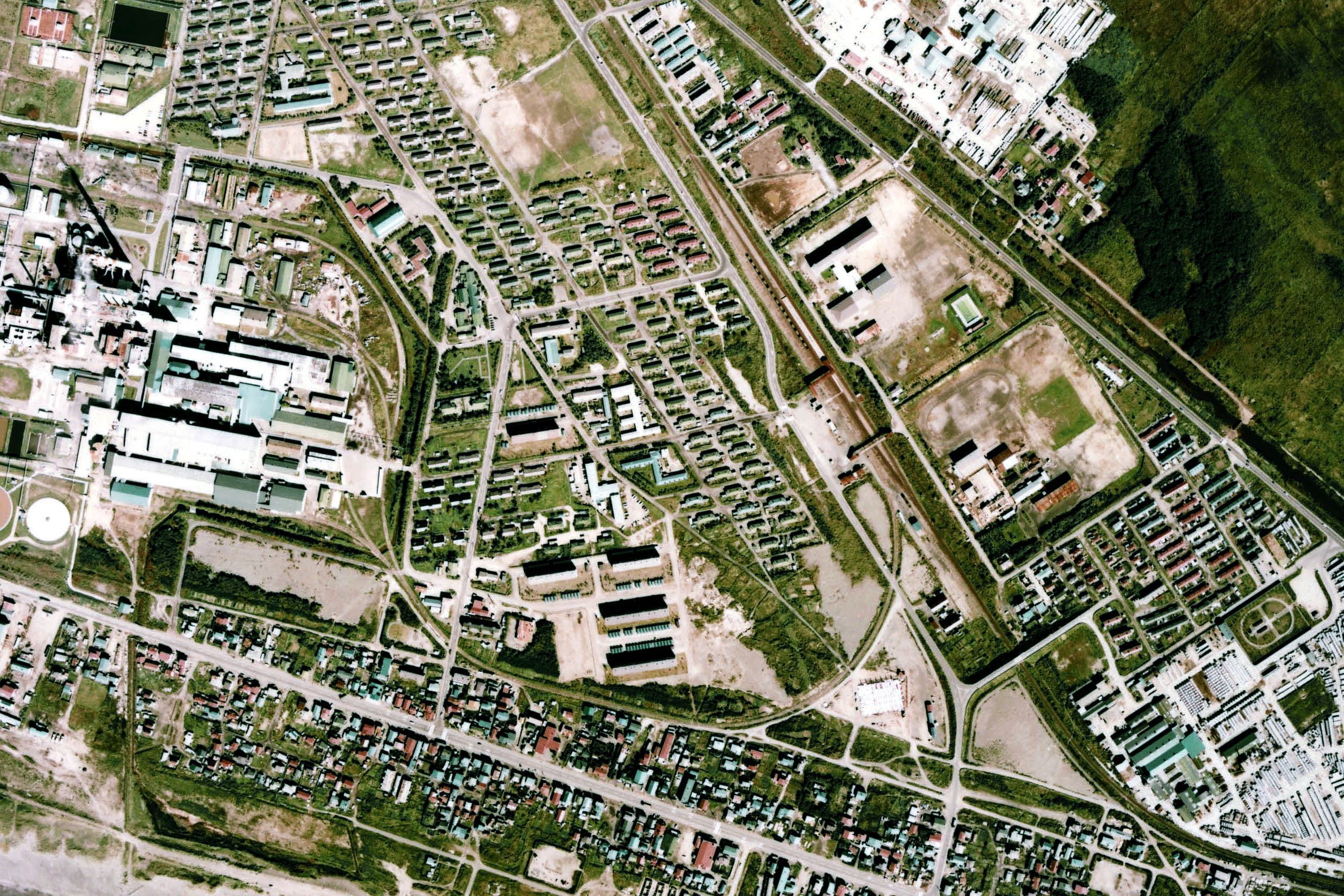
1975年の勇払駅と周囲約1×1.5キロメートル範囲。右下が静内方面。左に山陽国策パルプ（現・日本製紙）勇払工場があり、駅表側より専用線が大きな右カーブを描き少し直線となった後工場内へ向かうが、この直線部分は日高本線旧線跡で、旧駅はこの直線延長上右手、長方形の公園状に仕切られた区域内にあった。当時の状況は国土地理院 地図・空中写真閲覧サービス USA-M149-69 等で確認することができる。新駅の構内は、島式ホーム1面2線と駅表側に製紙工場向け留置線を数本、南側に保線用車庫と側線を持っている。

かつては製紙工場の側線が引いてあり、かなり大きな駅だった。また、1986年（昭和61年）10月まで運行されていた急行「えりも」の停車駅でもあった。

### 年表
- 1913年（大正2年）10月1日：苫小牧軽便鉄道の勇払駅として開業[3]。一般駅[1]。
- 1927年（昭和2年）8月1日：苫小牧軽便鉄道が国有化により鉄道省に移管[1]。線路名を日高線に改称、それに伴い同線の駅となる。
- 1929年（昭和4年）：苫小牧駅 - 佐瑠太駅間軌間拡張を機に駅舎新築[4]。
- 1941年（昭和16年）10月25日：大日本再生製紙（後に山陽国策パルプを経て日本製紙）専用線の運用開始[4][注釈 1]。
- 1943年（昭和18年）11月1日：線路名を日高本線に改称、それに伴い同線の駅となる。
- 1955年（昭和30年）9月27日：駅舎改築[4]。
- 1962年（昭和37年）12月2日：苫小牧港建設に伴い、苫小牧駅 - 浜厚真駅間線路付け替えにより北に移転[5]、改キロ。
- 1967年（昭和42年）5月2日：札建工業砂積込み専用線の運用開始[4]。
- 1972年（昭和47年）10月：苫小牧東部大規模工業基地開発に伴う、掘り込み水路新設に支障するため、北海道知事から国鉄北海道総局に日高本線の付け替え要請。これにより検討された付け替え路線の案では沼ノ端駅を経由して大きく北に迂回し、浜厚真駅の先で現在線と合流するものが検討されており、当駅は廃止となる計画であったが[6]、苫東地区の開発縮小により未成に終わった。
- 1980年（昭和55年）以前：山陽国策パルプ専用線廃止。
- 1982年（昭和57年）11月15日：貨物取扱い廃止[1]。
- 1984年（昭和59年）
  - 2月1日：荷物取扱い廃止[1]。
  - 3月31日：駅員無配置駅となる[7]。
  - 4月1日：簡易委託化[8]。
- 1987年（昭和62年）4月1日 - 国鉄分割民営化によりJR北海道に継承[1]。
- 時期不詳（1985年-1991年の間）：跨線橋撤去。
- 時期不詳[注釈 2]：簡易委託廃止、完全無人化。

### 駅名の由来
所在地名より。由来は諸説ある。

## 駅構造
単式ホーム1面1線を有する地上駅。ホームは線路の南西側（鵡川方面に向かって右手側、旧2番線）に存在する。
かつては島式ホーム1面2線を有する列車交換可能な交換駅であった。駅舎側が上りの1番線、反対側が下りの2番線となっていた。交換設備運用廃止後、使われなくなった駅舎側の線路は撤去された。そのほか1983年（昭和58年）4月時点では1番線の駅舎側に側線（副本線）を1線と、そこから分岐した貨物側線などの行き止まりの側線を2線有し、また日本製紙勇払工場の引込み線も存在した。
苫小牧駅管理の無人駅となっている。駅舎は構内の南側に位置しホームとはかなり離れており、ホーム南側とを結ぶ長い通路で連絡している。これは以前駅舎とホームの間に側線や専用線が敷設されていた名残である。有人駅時代の駅舎を有する。交換設備運用当時は駅舎とホームの間は跨線橋で結ばれていた。駅舎はコンクリートブロック造り二階建ての大きな建物であるが、1階の旧事務部分室や2階部分などは開口部に板材が打ち付けられ完全閉鎖されている。
1962年移転前の旧駅は、駅舎は海側に位置し、千鳥状にずれた相対式ホーム2面2線と駅裏に留置線、駅舎横の苫小牧側に貨物ホームと引込み線を有していた。またホーム間に跨線橋は無く構内踏切で連絡していた。

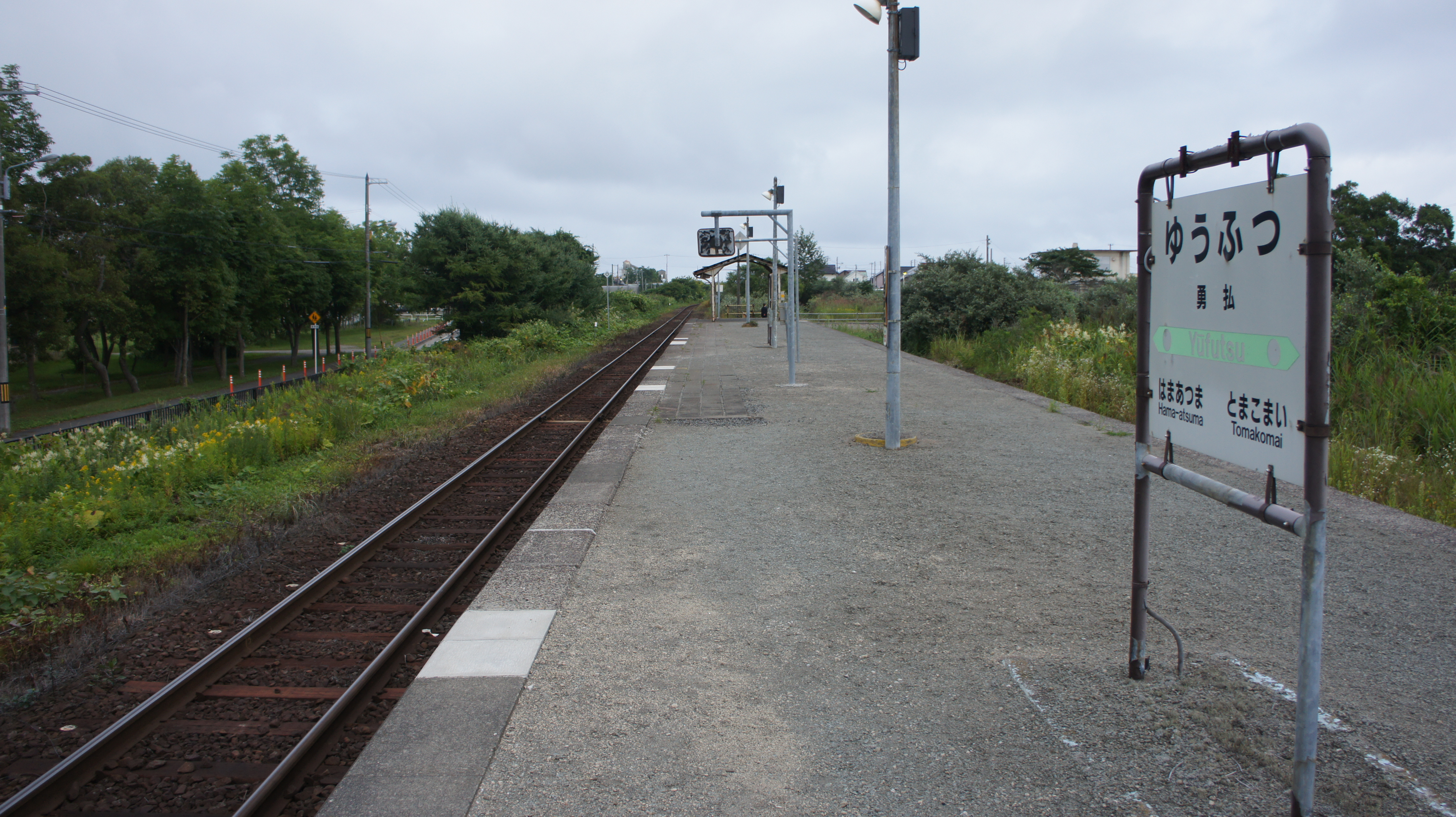
ホーム（2017年8月）
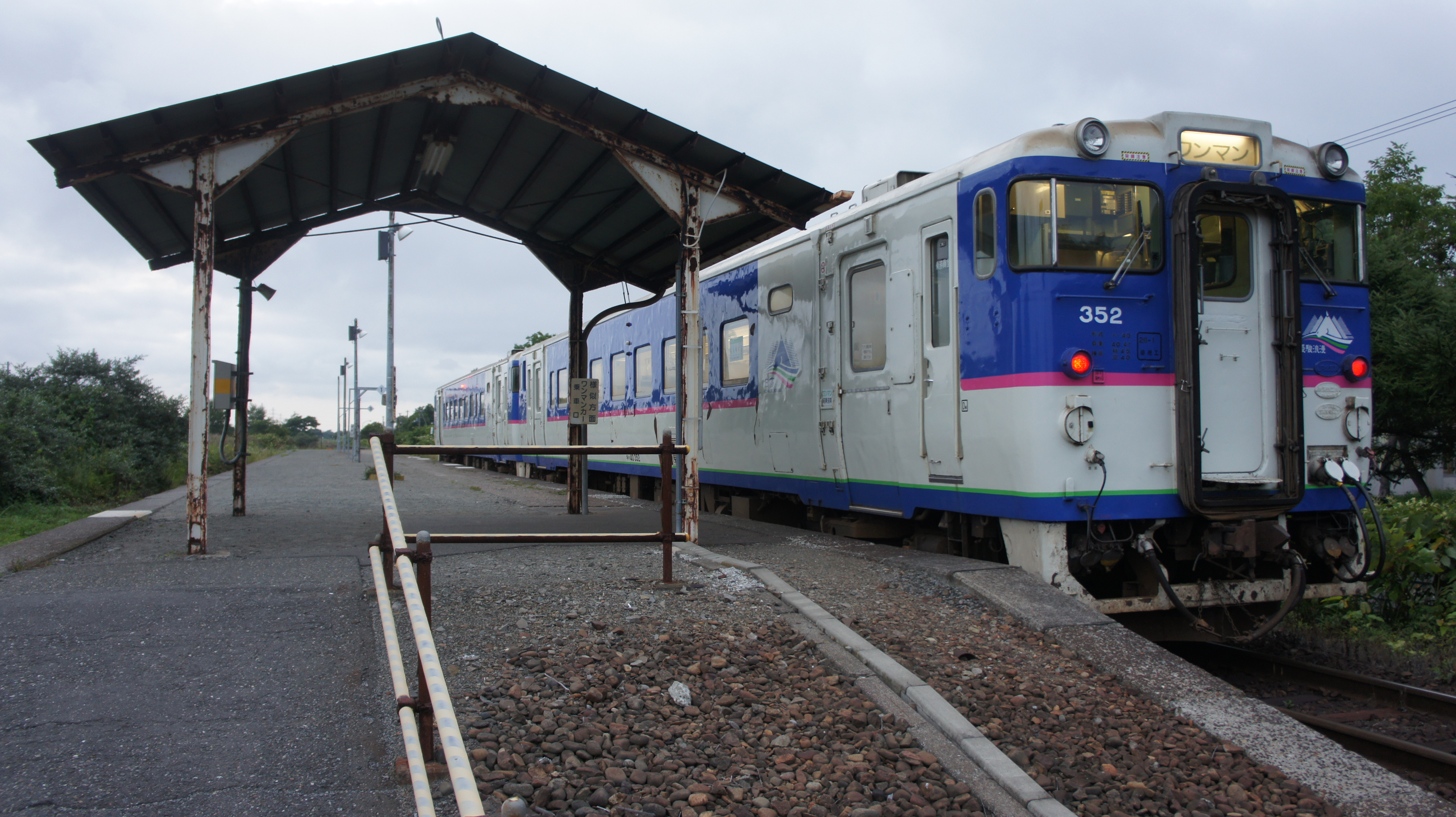
ホームに停車中の列車（2017年8月）
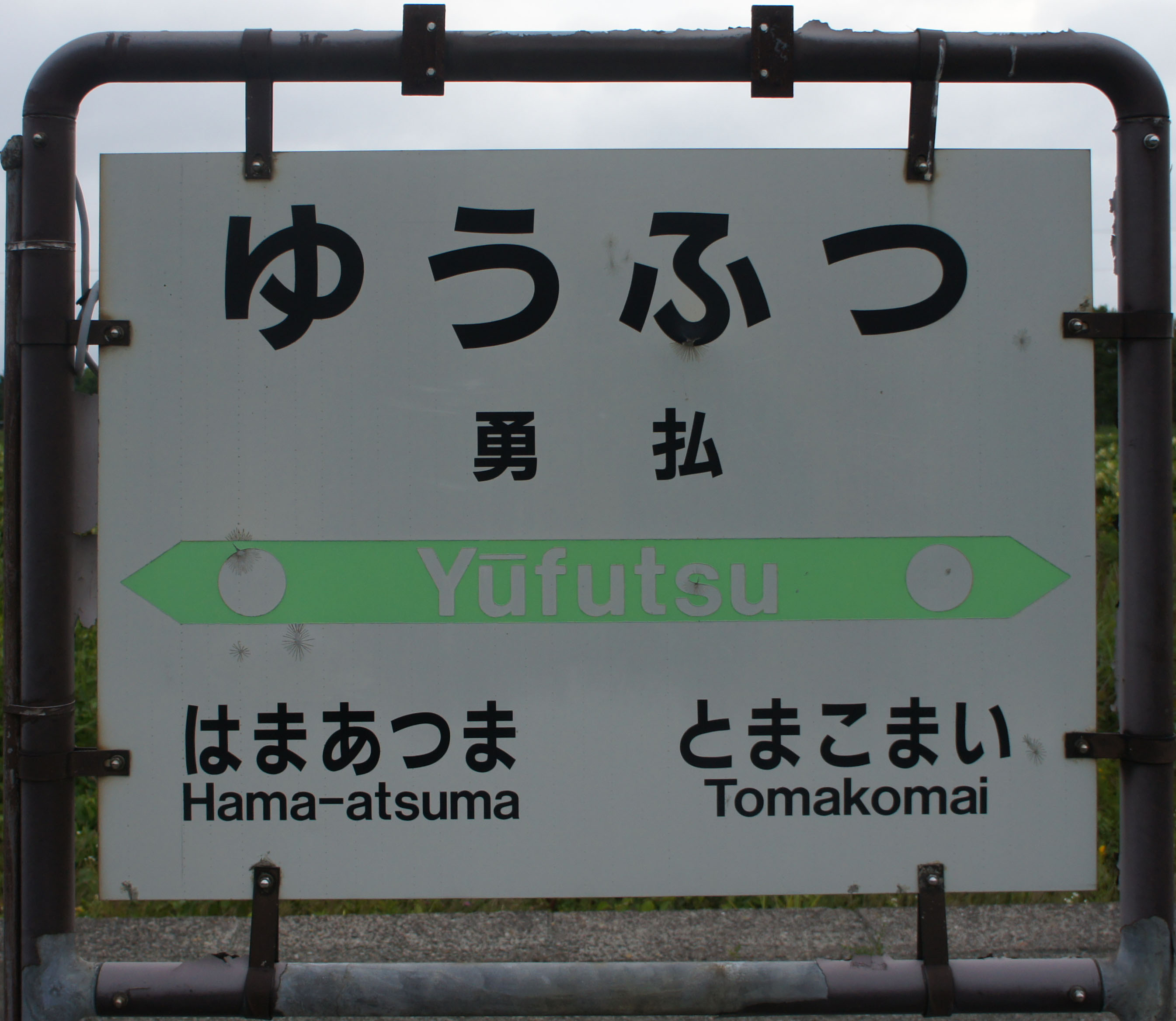
駅名標（2017年8月）

## 利用状況
乗車人員の推移は以下のとおり。年間の値のみ判明している年については、当該年度の日数で除した値を括弧書きで1日平均欄に示す。乗降人員のみが判明している場合は、1/2した値を括弧書きで記した。
また、「JR調査」については、当該の年度を最終年とする過去5年間の各調査日における平均である。
| 年度               | 乗車人員 | 乗車人員 | 乗車人員 | 出典       | 備考                                                                    |
| 年度               | 年間     | 1日平均  | JR調査   | 出典       | 備考                                                                    |
| ------------------ | -------- | -------- | -------- | ---------- | ----------------------------------------------------------------------- |
| 1981年（昭和56年） |          | (121)    |          | [ 10 ]     | 1日乗降人員：242                                                        |
| 1992年（平成04年） |          | (141)    |          | [ 5 ]      | 1日乗降人員：282                                                        |
| 1997年（平成09年） |          | 86       |          | [ 13 ]     |                                                                         |
| 2016年（平成28年） |          |          | 28.4     | [ JR北 1 ] |                                                                         |
| 2017年（平成29年） |          |          | 28.8     | [ JR北 2 ] |                                                                         |
| 2018年（平成30年） |          |          | 27.0     | [ JR北 3 ] | 北海道胆振東部地震の影響により、8月末に実施された臨時調査の結果を使用。 |
| 2019年（令和元年） |          |          | 24.8     | [ JR北 4 ] |                                                                         |
| 2020年（令和02年） |          |          | 26.4     | [ JR北 5 ] |                                                                         |
| 2021年（令和03年） |          |          | 25.6     | [ JR北 6 ] |                                                                         |
| 2022年（令和04年） |          |          | 25.4     | [ JR北 7 ] |                                                                         |
| 2023年（令和05年） |          |          | 27.2     | [ JR北 8 ] |                                                                         |

## 駅周辺
工業地帯の合間を縫って海岸に出て来た所に位置した。
- 北海道道781号苫小牧環状線
- 勇払公民館（勇払パブリックセンター）[14]
  - 苫小牧市役所勇払出張所
- 苫小牧警察署勇払駐在所
- 勇払郵便局
- 日本製紙北海道工場勇払事業所
- 苫小牧市立勇払中学校
- 苫小牧市立勇払小学校
- 市立はまなす保育園
- 勇武津資料館 - 駅付近[11]。勇払地区の資料を展示している。
- 弁天沼 - 駅から北東に約3.3キロメートル[10]。
- 道南バス（旧・苫小牧市営バス）「勇払出張所」停留所 - 南へ15分ほど歩いた道道781号沿いにある。
- 安平川

## 隣の駅
北海道旅客鉄道（JR北海道）
日高本線
苫小牧駅 (H18) - （貨）苫小牧貨物駅 - 勇払駅 - 浜厚真駅